# Mittelrheinpokal 2021/22
Der Mittelrheinpokal 2021/22 war die 30. Austragung im Fußball-Mittelrheinpokal der Männer, der vom Fußball-Verband Mittelrhein veranstaltet wurde. Der Wettbewerb wurde nach einem Sponsor Bitburger-Pokal oder nach dem Verband FVM-Pokal genannt. Der Sieger qualifizierte sich für die erste Hauptrunde des DFB-Pokal 2022/23.

## Modus
Der Mittelrheinpokal wird im K.-o.-System ausgetragen. In jeder Runde gibt es ein Spiel. Wenn ein Spiel nach 90 Minuten unentschieden steht, wird das Spiel um zweimal 15 Minuten verlängert. Sollte danach immer noch keine Entscheidung gefallen sein, folgt ein Elfmeterschießen. Die jeweils klassentiefere Mannschaft hat bis einschließlich Halbfinale Heimrecht. Eine Ausnahme bilden in der ersten Runde die Kreispokalsieger, die als Belohnung für ihren Titel in der ersten Runde Heimrecht haben. Alle Runden werden aus einem einzigen Lostopf ohne Einschränkungen ausgelost. Eine Ausnahme bildet auch hier die erste Runde, in der weder Kreispokalsieger noch Mannschaft aus dem gleichen Kreis aufeinander treffen können. Davon ausgenommen sind die höherklassigen Vereine, die nicht an den Kreispokalen teilnehmen (3. Liga und Regionalliga West). Das Finale wird, da der 
Sportpark Nord in Bonn aufgrund umfangreicher Renovierungsmaßnahmen in diesem Jahr nicht zur Verfügung steht, im Sportpark Höhenberg ausgetragen.

## Teilnehmende Mannschaften
Für den Mittelrheinpokal 2021/22 qualifizierten sich automatisch die Vereine aus dem Verbandsgebiet, die in der 3. Liga und der Regionalliga West 2020/21 spielten. Dazu kommen die drei erstplatzierten Mannschaften aus den Kreispokalwettbewerben der Kreise Köln, Bonn, Sieg, Berg, Euskirchen, Rhein-Erft, Aachen, Düren und Heinsberg. Durch die Vergabe von Wildcards an die 26 Vereine, die auf eine Teilnahme am Mittelrheinpokal 2020/21 verzichtet haben, erhöht sich die Teilnehmerzahl von 32 auf insgesamt 64 Teilnehmer.
Am Mittelrheinpokal 2021/22 nehmen folgende Mannschaften teil (Kreispokalsieger fett).
- Kreis Köln
  - Wildcard-Teilnehmer 2020/21: FC Pesch (ML), SC Borussia Lindenthal-Hohenlind (LL), SC Blau-Weiß 06 Köln (BL)
  - Qualifizierte Pokalteilnehmer 2021/22: FC Viktoria Köln (3. Liga), SC Fortuna Köln (RL), SV Deutz 05 (ML), DJK Südwest Köln (KLA), CfB Ford Niehl (KLA), SC Weiler-Volkhoven (KLB)

- Kreis Bonn
  - Wildcard-Teilnehmer 2020/21: VfL Alfter (ML), SSV Bornheim (BL), FC Flerzheim (KLA)
  - Qualifizierte Pokalteilnehmer 2021/22: Bonner SC (RL), Blau-Weiß Friesdorf (ML), FV Bonn-Endenich  (LL), SSV Merten (LL), SC Fortuna Bonn (KLA)

- Kreis Sieg
  - Wildcard-Teilnehmer 2020/21: FC Hennef 05 (ML), Siegburger SV 04 (ML), SC Uckerath (BL)
  - Qualifizierte Pokalteilnehmer 2021/22: TuS Oberpleis (LL), FV Bad Honnef (LL), 1. FC Spich (LL), Umutspor Troisdorf (KLA)

- Kreis Berg
  - Wildcard-Teilnehmer 2020/21: SV Eintracht Hohkeppel (LL), FV Wiehl (LL), RS Waldbröl 19 (KLB)
  - Qualifizierte Pokalteilnehmer 2021/22: SSV Homburg-Nümbrecht (LL), TuS Untereschbach (KLA), SV Frielingsdorf (BL), TuS Homburg-Bröltal (KLB),

- Kreis Euskirchen
  - Wildcard-Teilnehmer 2020/21: SC Germania Erftstadt-Lechenich (LL), SV Rhenania Bessenich (KLA), FC Heval Euskirchen (KLA)
  - Qualifizierte Pokalteilnehmer 2021/22: Keine

- Kreis Rhein-Erft
  - Wildcard-Teilnehmer 2020/21: Spvg Frechen 20 (ML), SV GW Brauweiler (LL), SV Weiden (KLA)
  - Qualifizierte Pokalteilnehmer 2021/22: BC Viktoria Glesch-Paffendorf (ML), FC Hürth (ML), SC 08 Elsdorf (KLA), SV Lövenich/Widdersdorf (KLA)

- Kreis Aachen
  - Wildcard-Teilnehmer 2020/21: SV Breinig (ML), VfL 08 Vichttal (ML), FV Vaalserquartier (BL)
  - Qualifizierte Pokalteilnehmer 2021/22: Alemannia Aachen (RL West), SV Eintracht Verlautenheide (LL), DJK Rasensport Brand (BL), FC Teutonia Weiden (KLA)

- Kreis Düren
  - Wildcard-Teilnehmer 2020/21: 1. FC Düren (ML), Sportfreunde 1919 Düren (LL)
  - Qualifizierte Pokalteilnehmer 2021/22: Borussia Freialdenhoven (ML), Viktoria Arnoldsweiler (ML), TuS 08 Langerwehe (BL)

- Kreis Heinsberg
  - Wildcard-Teilnehmer 2020/21: FC Union Schafhausen (LL), 1. FC Heinsberg-Lieck (BL), SV Roland Millich (KLA)
  - Qualifizierte Pokalteilnehmer 2021/22: FC Wegberg-Beeck (RL), Germania Teveren (LL), SG Union 94 Würm-Lindern (BL), SV Helpenstein (BL), SV Viktoria RW Waldenrath-Straeten (BL)

## 1. Runde
Die erste Runde wurde am 7. Oktober 2021 ausgelost. Die Partien wurden vom 27. Oktober bis 3. November 2021 ausgetragen.
| Datum             |                                  | Ergebnis              |                                         |
| ----------------- | -------------------------------- | --------------------- | --------------------------------------- |
| 27.10.2021, 19:15 | SV Eintracht Verlautenheide (LL) | 1:4                   | Sportfreunde 1919 Düren (LL)            |
| 27.10.2021, 19:30 | Blau-Weiß Friesdorf (ML)         | 0:1                   | SSV Homburg-Nümbrecht (LL)              |
| 27.10.2021, 19:30 | VfL Alfter (ML)                  | 0:2                   | 1. FC Düren (ML)                        |
| 27.10.2021, 19:30 | SC Fortuna Bonn (KLA)            | 1:3                   | SC Blau-Weiß 06 Köln (BL)               |
| 27.10.2021, 19:30 | FC Viktoria Arnoldsweiler (ML)   | 1:2                   | Alemannia Aachen (RL)                   |
| 27.10.2021, 19:30 | Umutspor Troisdorf (KLA)         | 3:4                   | Siegburger SV 04 (ML)                   |
| 27.10.2021, 19:30 | FC Pesch (ML)                    | 1:1 n. V. (6:5 i. E.) | Bonner SC (RL)                          |
| 27.10.2021, 1930  | FV Bad Honnef (LL)               | 1:3                   | FV Bonn-Endenich (LL)                   |
| 28.10.2021, 19:30 | SV Deutz 05 (ML)                 | 4:1                   | FC Teutonia Weiden (KLA)                |
| 28.10.2021, 19:30 | DJK Rasensport Brand (BL)        | 1:0                   | SC Germania Erftstadt-Lechenich (LL)    |
| 28.10.2021, 19:30 | SV Rhenania Bessenich (KLA)      | 1:4                   | FC Hürth (ML)                           |
| 28.10.2021, 19:30 | Borussia Freialdenhoven (ML)     | 4:2 n. V.             | SSV Merten (LL)                         |
| 28.10.2021, 19:30 | SC Weiler-Volkhoven (KLB)        | 3:0                   | SV Breinig (ML)                         |
| 28.10.2021, 19:30 | SC 08 Elsdorf (KLA)              | 3:0                   | SV Viktoria RW Waldenrath-Straeten (BL) |
| 28.10.2021, 19:30 | SV Weiden (KLA)                  | 2:1                   | BC Viktoria Glesch-Paffendorf (ML)      |
| 28.10.2021, 19:30 | FC Heval Euskirchen (KLA)        | n.an.Heim             | SC Borussia Lindenthal-Hohenlind (LL)   |
| 28.10.2021, 19:30 | FC Flerzheim (KLA)               | -:-                   | Freilos 1                               |
| 28.10.2021, 19:30 | CfB Ford Köln-Niehl (KLA)        | 0:2                   | Spvg Frechen 20 (ML)                    |
| 28.10.2021, 19:30 | FC Germania Teveren (LL)         | -:-                   | Freilos 2                               |
| 28.10.2021, 19:30 | Freilos 3                        | -:-                   | TuS Oberpleis (LL)                      |
| 28.10.2021, 19:30 | TuS Homburg-Bröltal (KLB)        | 3:2                   | SC Uckerath (BL)                        |
| 28.10.2021, 19:30 | FV Vaalserquartier (BL)          | 1:5 n. V.             | TuS 08 Langerwehe (BL)                  |
| 28.10.2021, 19:30 | SV Helpenstein (BL)              | n.a.Gast              | SV Frielingsdorf (BL)                   |
| 28.10.2021, 19:30 | RS Waldbröl 19 (KLB)             | 1:1 n. V. (5:4 i. E.) | SV Roland Millich (KLA)                 |
| 28.10.2021, 20:00 | SV Eintracht Hohkeppel (LL)      | 3:1                   | DJK Südwest Köln (KLA)                  |
| 28.10.2021, 20:00 | 1. FC Heinsberg-Lieck (BL)       | 1:2                   | 1. FC Spich (LL)                        |
| 28.10.2021, 20:00 | SV Lövenich/Widdersdorf (KLA)    | 1:6                   | SSV Bornheim (BL)                       |
| 28.10.2021, 20:00 | SV GW Brauweiler (LL)            | 1:8                   | VfL 08 Vichttal (ML)                    |
| 28.10.2021, 20:00 | SG Union 94 Würm-Lindern (BL)    | 5:0                   | FV Wiehl 2000 (LL)                      |
| 01.11.2021, 19:30 | TuS Untereschbach (KLA)          | 1:7                   | FC Viktoria Köln (3L)                   |
| 03.11.2021, 19:30 | FC Union Schafhausen (LL)        | 1:1 n. V. (4:5 i. E.) | FC Wegberg-Beeck (RL)                   |
| 03.11.2021, 19:30 | FC Hennef 05 (ML)                | 1:4                   | SC Fortuna Köln (RL)                    |

## 2. Runde
Die zweite Runde wurde am 4. November 2021 ausgelost. Die Partien wurden vom 17. bis 24. November 2021 ausgetragen.
| Datum             |                               | Ergebnis |                                       |
| ----------------- | ----------------------------- | -------- | ------------------------------------- |
| 17.11.2021, 19:30 | SSV Bornheim (BL)             | 1:5      | FC Viktoria Köln (3L)                 |
| 17.11.2021, 19:30 | SV Helpenstein (BL)           | 0:2      | Alemannia Aachen (RL)                 |
| 19.11.2021, 19:30 | Sportfreunde 1919 Düren (LL)  | 0:7      | VFL 08 Vichttal (ML)                  |
| 19.11.2021, 20:00 | FC Flerzheim (KLA)            | 2:1      | SV Deutz 05 (ML)                      |
| 20.11.2021, 14:00 | 1. FC Spich (LL)              | 2:0      | SC Borussia Lindenthal-Hohenlind (LL) |
| 20.11.2021, 15:00 | RS Waldbröl 19 (KLB)          | 1:2      | SV Weiden (KLA)                       |
| 20.11.2021, 15:00 | 1. FC Düren (ML)              | 4:1      | Spvg Frechen 20 (ML)                  |
| 20.11.2021, 15:00 | TuS Homburg-Bröltal (KLB)     | 0:1      | TuS Oberpleis (LL)                    |
| 20.11.2021, 15:00 | SC 08 Elsdorf (KLA)           | 1:3      | FC Germania Teveren (LL)              |
| 20.11.2021, 15:00 | FV Bonn-Endenich (LL)         | 2:3      | FC Pesch (ML)                         |
| 20.11.2021, 15:00 | SV Eintracht Hohkeppel (LL)   | 6:0      | Siegburger SV (ML)                    |
| 20.11.2021, 15:00 | SG Union 94 Würm-Lindern (BL) | 0:2      | SC Borussia Freialdenhoven (ML)       |
| 20.11.2021, 17:00 | TuS 08 Langerwehe (BL)        | 2:1      | SSV Homburg-Nümbrecht (LL)            |
| 20.11.2021, 17:00 | DJK Rasensport Brand (BL)     | 1:4      | FC Hürth (ML)                         |
| 23.11.2021, 19:30 | SC Blau-Weiß 06 Köln (BL)     | 0:4      | FC Wegberg-Beeck (RL)                 |
| 24.11.2021, 19:30 | SC Weiler-Volkhoven (KLB)     | 0:4      | SC Fortuna Köln (RL)                  |

## Achtelfinale
Die Achtelfinalspiele wurden am 24. November 2021 ausgelost. Die Partien wurden zwischen dem 8. Dezember 2021 und dem 2. März 2022 ausgetragen.
| Datum             |                             | Ergebnis  |                                 |
| ----------------- | --------------------------- | --------- | ------------------------------- |
| 08.12.2021, 19:30 | FC Hürth (ML)               | 2:1 n. V. | FC Wegberg-Beeck (RL)           |
| 08.12.2021, 19:30 | SV Weiden (KLA)             | 0:1       | FC Viktoria Köln (3L)           |
| 09.12.2021, 19:30 | SV Eintracht Hohkeppel (LL) | 1:3       | 1. FC Düren (ML)                |
| 09.12.2021, 20:00 | FC Flerzheim (KLA)          | 1:3       | 1. FC Spich (LL)                |
| 09.12.2021, 20:00 | VFL 08 Vichttal (ML)        | 1:4       | FC Pesch (ML)                   |
| 09.12.2021, 20:00 | TuS Oberpleis (LL)          | 1:4       | SC Borussia Freialdenhoven (ML) |
| 15.01.2022, 14:00 | FC Germania Teveren (LL)    | 0:5       | SC Fortuna Köln (RL)            |
| 02.03.2022, 19:30 | TuS 08 Langerwehe (BL)      | 0:2       | Alemannia Aachen (RL)           |

## Viertelfinale
Die Partien wurden zwischen dem 1. März und 6. April 2022 ausgetragen.
| Datum             |                                 | Ergebnis  |                       |
| ----------------- | ------------------------------- | --------- | --------------------- |
| 01.03.2022, 19:00 | FC Hürth (ML)                   | 0:1       | FC Viktoria Köln (3L) |
| 02.03.2022, 20:00 | 1. FC Spich (LL)                | 3:1       | FC Pesch (ML)         |
| 06.04.2022, 18:30 | SC Borussia Freialdenhoven (ML) | 1:3 n. V. | Alemannia Aachen (RL) |
| 06.04.2022, 19:00 | 1. FC Düren (ML)                | 0:1       | SC Fortuna Köln (RL)  |

## Halbfinale
Die Partien wurden am 16. April und am 3. Mai 2022 ausgetragen.
| Datum             |                      | Ergebnis |                       |
| ----------------- | -------------------- | -------- | --------------------- |
| 16.04.2022, 15:30 | 1. FC Spich (LL)     | 0:8      | FC Viktoria Köln (3L) |
| 03.05.2022, 19:30 | SC Fortuna Köln (RL) | 4:0      | Alemannia Aachen (RL) |

## Finale
| SC Fortuna Köln                                         | SC Fortuna Köln | FC Viktoria Köln | FC Viktoria Köln |
| ------------------------------------------------------- | --- | --- | ---------------- |
| SC Fortuna Köln                                         | \| 21. Mai 2022 um 16:15 Uhr in Köln (Sportpark Höhenberg) \| \| Ergebnis: 0:2 (0:1) \| \| Zuschauer: 5767 \| \| Schiedsrichter: Marc Jäger (Euskirchen) \| \| Spielbericht \| | \| 21. Mai 2022 um 16:15 Uhr in Köln (Sportpark Höhenberg) \| \| Ergebnis: 0:2 (0:1) \| \| Zuschauer: 5767 \| \| Schiedsrichter: Marc Jäger (Euskirchen) \| \| Spielbericht \| | FC Viktoria Köln |
| SC Fortuna Köln                                         | André Weis – Sören Dieckmann – Dominik Lanius – Jan-Luca Rumpf (59. Timo Hölscher) – Sascha Marquet – Stipe Batarilo – Leon Demaj – Maik Kegel (59. Dan-Patrick Poggenberg) – Kai Försterling (59. André Dej) – Suheyel Najar (20. Mike Owusu (69. Jannik Löhden)) – Seymour Fünger Cheftrainer: Alexander Ende | Moritz Nicolas – Jeremias Lorch – Daniel Buballa – Patrick Sontheimer (59. Benjamin Hemcke) – Simon Handle (46. Youssef Amyn (73. Luca de Meester)) – Federico Palacios – Christoph Greger – Florian Heister (59. Niklas May) – Jamil Siebert – Moritz Fritz – Elvin Jashari (77. Maximilian Rossmann) Cheftrainer: Olaf Janßen | FC Viktoria Köln |
| SC Fortuna Köln                                         | 0:1 Jashari (28.) 0:2 Amyn (58.) | | FC Viktoria Köln |
| SC Fortuna Köln                                         | Marquet (15.), Kegel (54.), Owusu (59.), Lanius (61.) | Greger (61.) | FC Viktoria Köln |
| SC Fortuna Köln                                         | Spieler des Spiels: Federico Palacios (FC Viktoria Köln) | | FC Viktoria Köln |
| 21. Mai 2022 um 16:15 Uhr in Köln (Sportpark Höhenberg) | | |                  |
| Ergebnis: 0:2 (0:1)                                     | | |                  |
| Zuschauer: 5767                                         | | |                  |
| Schiedsrichter: Marc Jäger (Euskirchen)                 | | |                  |
| Spielbericht                                            | | |                  |